# Gałęziak (ssaki)
Gałęziak (Tylomys) – rodzaj ssaków z podrodziny gałęziaków (Tylomyinae) w obrębie rodziny chomikowatych (Cricetidae).

## Rozmieszczenie geograficzne
Rodzaj obejmuje gatunki występujące w Meksyku, Belize, Gwatemali, Salwadorze, Hondurasie, Nikaragui, Kostaryce, Panamie, Kolumbii i Ekwadorze.

## Morfologia
Długość ciała (bez ogona) 155–290 mm, długość ogona 150–320 mm; masa ciała 182–362 g.

## Systematyka
Rodzaj (w randze podrodzaju w obrębie Hesperomys) zdefiniował w 1866 roku niemiecki zoolog Wilhelm Peters w artykule zatytułowanym Informacje o nowych lub niedostatecznie znanych nietoperzach (Vampyrops, Uroderma, Chiroderma, Ametrida, Tylostoma, Vespertilio, Vesperugo) i gryzoniach (Tylomys, Lasiomys), opublikowanym w czasopiśmie „Monatsberichte der Königlichen Preussische Akademie des Wissenschaften zu Berlin”. Gatunkiem typowym jest (oznaczenie monotypowe) gałęziak nagoogonowy (T. nudicaudus). 

### Etymologia
- Tylomys (Tylomis): gr. τυλος tulos ‘guz, modzel’; μυς mus, μυος muos ‘mysz’[9].
- Neomys: gr. νεος neos ‘nowy’; μυς mus, μυος muos ‘mysz’[10]. Gatunek typowy (oznaczenie monotypowe): Neomys panamensis J.E. Gray, 1873.

### Podział systematyczny
Do rodzaju należą następujące gatunki:
| Grafika | Gatunek             | Autor i rok opisu     | Nazwa zwyczajowa      | Podgatunki         | Rozmieszczenie geograficzne | Podstawowe wymiary                                  | Status IUCN |
| ------- | ------------------- | --------------------- | --------------------- | ------------------ | --- | --------------------------------------------------- | ----------- |
|         | Tylomys nudicaudus  | (W.C.H. Peters, 1866) | gałęziak nagoogonowy  | gatunek monotypowy | Meksyk (od środkowego Guerrero i środkowego Veracruz) na południe do południowej Nikaragui, za wyłączeniem północnej części półwyspu Jukatan; zakres wysokości: 0–1600 m n.p.m. | DC: 18,8–27 cm DO: 19,5–26 cm MC: 280–326 g         | LC          |
|         | Tylomys bullaris    | C.H. Merriam, 1901    | gałęziak napuszony    | gatunek monotypowy | endemit Meksyku: znany tylko z Tuxtla Gutiérrez i okolic (północno-zachodnie Chiapas); zakres wysokości: około 550 m n.p.m.                                                     | DC: około 16,6 cm DO: około 15,8 cm MC: około 182 g | CR          |
|         | Tylomys tumbalensis | C.H. Merriam, 1901    | gałęziak dżunglowy    | gatunek monotypowy | endemit Meksyku: znany tylko z miejsca typowego (Tumbalá, północne Chiapas) | DC: około 21 cm DO: około 23 cm MC: około 250 g     | CR          |
|         | Tylomys watsoni     | O. Thomas, 1899       | gałęziak stokowy      | gatunek monotypowy | karaibskie i pacyficzne zbocza oraz centralne wyżyny Kostaryki i Panamy; zakres wysokości: 0–2700 m n.p.m.                                                                      | DC: 15,5–29 cm DO: 15–32 cm MC: 196–252 g           | LC          |
|         | Tylomys fulviventer | H.E. Anthony, 1916    | gałęziak płowobrzuchy | gatunek monotypowy | endemit Panamy: znany tylko z małego obszaru w przesmyku Darién | DC: około 22 cm DO: około 23 cm MC: brak danych     | DD          |
|         | Tylomys panamensis  | (J.E. Gray, 1873)     | gałęziak panamski     | gatunek monotypowy | endemit Panamy: znane miejsca znajdują się w Parku Narodowym Darién | DC: około 23 cm DO: około 19,9 cm MC: brak danych   | DD          |
|         | Tylomys mirae       | O. Thomas, 1899       | gałęziak magdaleński  | 2 podgatunki       | tropikalne lasy deszczowe w zachodniej i środkowej Kolumbii oraz północno-zachodniego Ekwadoru; zakres wysokości: 200–1300 m n.p.m.                                             | DC: około 23 cm DO: około 27 cm MC: 200–255 g       | LC          |

Kategorie IUCN:  LC  – gatunek najmniejszej troski,  CR  – gatunek krytycznie zagrożony,  DD  – gatunki o nieokreślonym stopniu zagrożenia.